# Eutyphlus similis
Eutyphlus similis är en skalbaggsart som beskrevs av Leconte 1880. Eutyphlus similis ingår i släktet Eutyphlus och familjen kortvingar. Inga underarter finns listade i Catalogue of Life.